# ساوث دايتونا
ساوث دايتونا (بالإنجليزية: South Daytona)‏ هي مدينة أمريكية تقع في ولاية فلوريدا. تبلغ مساحة هذه المدينة 13 (كم²)،ويبلغ عدد سكانها 12252 نسمة حسب إحصاء سنة 2010 م 12252.تشير إحصاءات سنة 2000م بأن الكثافة السكانية في هذه المدينة تقدر بـ(auto) نسمة/كم2 